# دانسينغ إن ماي هيد
دانسينغ إن ماي هيد (Dancing in my Head) هي أغنية منتج التسجيلات الأمريكي إريك ترنر، بالاشتراك مع دي جي وريمكسر السويدي أفيتشي، الذي قام بإعادة مزج الأغنية مرتين مرة تحت اسم Avicii's Been Cursed، ومرة أخرى بعنوان Tom Hangs Remix .